# Liste des expositions du musée des Beaux-Arts et d'Archéologie de Besançon
Cet article présente la liste des expositions du musée des Beaux-Arts et d'Archéologie de Besançon.

## Liste des expositions
| Exposition | début                | fin                  | description | lien  |
| --- | -------------------- | -------------------- | --- | ----- |
| Chorégraphies | du 19 avril 2025     | au 21 septembre 2025 | Dessiner, danser (XVIIe-XXIe siècle) |       |
| Made in Germany                                                                                                   | du 4 mai 2024        | au 23 septembre 2024 | Peintures germaniques des collections françaises (1500-1550) |       |
| La Grande Mademoiselle                                                                                            | du 9 juin 2023       | au 7 janvier 2024    | Marie-Lucie Cornillot, une vie de musées |       |
| Le Beau Siècle | du 10 novembre 2022  | au 19 mars 2023      | La vie artistique à Besançon de la Conquête à la Révolution (1674-1792) |       |
| En toute discrétion                                                                                               | du 21 novembre 2021  | au 27 mars 2022      | Estampes, livres et cartes de la collection Michel et Christiane Jacquemin |       |
| Juliette Roche, l'insolite                                                                                        | du 15 mai 2021       | au 19 septembre 2021 | La peintre Juliette Roche. | [ 1 ] |
| Une des provinces du Rococo                                                                                       | du 9 novembre 2019   | au 2 mars 2020       | La Chine rêvée de François Boucher. | [ 2 ] |
| Renouveau et métamorphoses des arts à l'époque des Lumières                                                       | du 19 mai 2012       | au 10 septembre 2012 | Présentation des collections du XVIIIe siècle. | [     |
| "Bernard PLOSSU : les voyages mexicains"                                                                          | du 10 décembre 2011  | au 2 avril 2012      | L’exposition présentera les photographies de Bernard Plossu qui a parcouru le Mexique entre 1965 et 1966. |       |
| "Gérard VULLIAMY : les dessins surréalistes 1930 - 1947"                                                          | du 10 décembre 2011  | au 2 avril 2012      | Présentation d'œuvre de Gérard Vulliamy, peintre français d’origine suisse, ancien élève d’André Lhote. |       |
| "Le Corbusier expose"                                                                                             | du 9 juillet 2011    | au 10 octobre 2011   | On connaît Le Corbusier comme architecte urbaniste moderne, théoricien symbolisant l’Esprit Nouveau, artiste enfin – dessinateur, peintre et sculpteur. Mais il est une activité peu décrite à laquelle l'architecte s'adonna pourtant sans relâche, celle de muséographe. |       |
| "Charles Lapicque à la folie"                                                                                     | du 12 février 2011   | au 16 mai 2011       | L'œuvre de Charles Lapicque est sa passion : il vient de faire don au musée bisontin de 270 œuvres du peintre. |       |
| "Charles Fourier. L’Écart absolu"                                                                                 | du 29 janvier 2010   | au 26 avril 2010     | L’exposition, dans un premier volet historique, mettra au jour l’œuvre de Charles Fourier en présentant ses archives, principaux écrits et théories. Dans un second temps, le projet s’attachera à démontrer la contemporanéité de la pensée de Fourier. |       |
| Simon Vouet, les années italiennes (1613-1627)                                                                    | du 27 mars 2009      | au 29 juillet 2009   | L’exposition est consacrée au séjour italien de Simon Vouet, période durant laquelle son art puisa aux sources des plus grands maîtres de la péninsule. |       |
| Grete Stern, Berlin - Buenos Aires                                                                                | du 14 novembre 2008  | au 26 janvier 2009   | L’exposition présentent un ensemble d’œuvres réalisées entre 1923, date marquant ses débuts en Allemagne, et les années 1950, époque à laquelle elle connaît une grande activité en Argentine. |       |
| Le cabinet de Pierre-Adrien Pâris : architecte, dessinateur des Menus Plaisirs                                    | au 14 novembre 2008  | au 23 février 2009   | Le musée des Beaux-Arts et d’Archéologie tout comme la Bibliothèque municipale procèdent la collection complète des œuvres d’art et de l’esprit de l’architecte Pierre-Adrien Pâris. Elle forme pour les deux institutions le noyau de leurs collections du XVIIIe siècle français, avec des œuvres prestigieuses et uniques.                                                                                       |       |
| La Momie aux amulettes                                                                                            | du 19 juillet 2008   | au 12 janvier 2009   | l'exposition met à l'honneur le riche fond égyptien du musée, et presente notamment les scanners réalisés sur les deux momies du musée. |       |
| Art contemporain. Œuvres du FRAC Franche-Comté                                                                    | du 20 mars 2008      | au 29 mars 2008      | Présentation d'une sélection d'œuvres contemporaines appartenant au Fonds Régional d'Art Contemporain de Franche-Comté. |       |
| 6 milliards d’Autres, un projet de Yann Arthus-Bertrand                                                           | du 20 mars 2008      | au 19 avril 2008     | 10 ans après la Terre Vue du Ciel, Yann Arthus-Bertrand, a voulu se rapprocher des hommes qu’il avait photographiés d’en haut pour entendre leurs voix, s’intéresser à ce qu’ils vivaient pour mieux les comprendre. |       |
| Chroniques d’une restauration : la Déploration sur le Christ mort de Bonzino                                      | du7 décembre 2007    | au 24 mars 2008      | À travers un parcours original et ludique, où dialoguent art et science, l’exposition présente le chef-d’œuvre restauré mis en confrontation avec sa copie par Pierre d’Argent (Besançon, vers 1540 - mort peu après 1608), qui avait été commandé dès 1572 par Antoine Perrenot de Granvelle, fils de Nicolas, pour la chapelle familiale de l’église Saint-Laurent d’Ornans, où le tableau est toujours conservé. |       |
| Invention et transgression : le dessin au XXe siècle                                                              | du 27 avril 2007     | au 27 août 2007      | chefs-d'œuvre du musée national d'art moderne / Centre Georges-Pompidou. Sélection de plus de 135 dessins majeurs issus du Cabinet d’art graphique du Centre Pompidou, de Picasso à Sylvia Bächli en passant par Max Ernst, Henri Matisse, Louise Bourgeois ou Raymond Hains |       |
| "Les Fragonard de Besançon"                                                                                       | du 8 novembre 2006   | au 2 avril 2007)     | Besançon possède la plus importante collection d'œuvres de Fragonard en France, l'exposition présentait donc cet ensemble exceptionnel de plus d'une centaine de dessins et peintures issus de la collection de Pierre-Adrien Pâris. |       |
| De Vesontio à Besançon, la ville s'expose                                                                         | du 12 mai 2006       | au 31 décembre 2006  | exposition retraçant l'histoire de la ville à travers les vestiges archéologiques découverts lors des nombreuses campagnes de fouilles. La pièce maîtresse de l'exposition est la mosaïque gallo-romaine dite de la Méduse découverte lors du chantier du collège Lumière en 2004. |       |
| BRASSAÏ, des ténèbres à la lumière                                                                                | du 1er janvier 2006  | au 17 septembre 2007 | présentation des photographies de Brassaï photographe français d’origine hongroise, né à Brasov en Transylvanie. |       |
| Une fraternité dans l'histoire                                                                                    | du 16 septembre 2005 | au 30 décembre 2006  | les artistes et la Franc-maçonnerie aux XVIIIe siècle et XIXe siècle. Œuvres de peintres, sculpteurs, écrivains et musiciens ayant appartenu à ce courant de pensée. |       |
| "Le Renault de Doisneau"                                                                                          | du 20 mai 2005       | au 15 août 2005      | hommage au photographe Robert Doisneau par la sélection d’une centaine de photographies témoignant de la vie d'une entreprise, l’Usine Renault de Boulogne-Billancourt sur l’Île Seguin. |       |
| "Générosités Boutterin-Besson"                                                                                    | du 25 mars 2005      | au 9 mai 2005        | présentation des donations des architectes Marcel et Maurice Boutterin d'une part et de Jacqueline Besson d'autre part (ensemble remarquable de peintures et œuvres graphiques des artistes les plus célèbres du XXe siècle comme Renoir, Rodin, Signac, Matisse, Bonnard, Marquet et Picasso). |       |
| "Peintures à Histoires"                                                                                           | du 15 décembre 2004  | 7 mars 2005          | des histoires qui constituent les fondements de notre culture et les raconter, pour témoigner et transmettre un savoir, est l’une des vocations de la peinture. Elles sont confrontées aux interprétations d’aujourd’hui par la présentation d’œuvres contemporaines évoquant d’autres événements, suggèrent d’autres récits, pour en proposer un nouvel éclairage.                                                 |       |
| "Autour d'Hubert Robert: la nature et le goût des ruines"                                                         | du 27 novembre 2004  | au 21 février 2005   | exposition consacrée au thème des ruines dans la peinture, du XVIe au XIXe siècle. Présentation des plus belles feuilles d'Hubert Robert, qui constituent l’un des fleurons des collections bisontines, ainsi que des créations des grands artistes italiens (Piranèse, L’Albane), français (Hubert Robert, Isabey, Pâris, Gresly, Fanart) et hollandais.                                                           |       |
| Valère Novarina - Le drame de la Vie                                                                              | du 8 octobre 2004    | au 22 novembre 2004  | présentation des 2 587 dessins de Valère Novarina. |       |
| Lartigue ou le plaisir de la photographie                                                                         | du 8 mai 2004        | au 13 septembre 2004 | présentation de 125 clichés de l'œuvre photographique de Jacques Henri Lartigue. |       |
| Les Dessins du musée des Beaux-Arts et d'Archéologie de Besançon                                                  | du 7 novembre 2003   | au 2 février 2004    | 140 dessins sélectionnés sortis de la collection de plus de 5 500 pièces sont exposées. |       |
| Yan Pei Ming - Les portraits de Mao                                                                               | du 15 mai 2003       | 30 septembre 2003    | |       |
| Victor Hugo vu par Rodin                                                                                          | du 4 octobre 2002    | au 27 janvier 2003   | présentation d'œuvres de Rodin dédiées à Victor Hugo. |       |
| Henri Matisse | du 13 octobre 2001   | 14 janvier 2002      | |       |
| Jean Ricardon - Traits, portraits, visages et figures                                                             | du 19 mai 2001       | 3 septembre 2001     | exposition présentant un panorama de 80 œuvres du peintre jurassien Jean Ricardon. |       |
| Gustave Courbet et la Franche-Comté                                                                               | du 23 septembre 2000 | au 31 décembre 2000  | exposition présentant près de 200 œuvres dont 40 tableaux-manifeste du peintre Gustave Courbet, provenant des collections françaises et étrangères (Tokyo, New York, Washington, Vevey). |       |
| Ingres, Flandrin… dessins du musée de Besançon                                                                    | du 29 janvier 2000   | au 8 mai 2000        | |       |
| Rubens, Rembrandt… quelques dessins flamands et hollandais                                                        | du 17 avril 1999     | au 28 juin 1999      | |       |
| L'Enfant oublié - Le gisant de Jean de Bourgogne et le mécénat de Mahaut d'Artois en Franche-Comté au XIVe siècle | du 5 décembre 1997   | au 24 février 1998   | |       |
| Les Aïnous, aborigènes du Japon                                                                                   | du 26 avril          | au 9 juin 1997       | ensemble d’objets et de peintures illustrant la culture des Aïnous, ethnie autochtone du Japon. |       |
| Jean Gigoux (1806-1894) - Dessins, peintures, estampes                                                            | du 9 avril           | 19 juin 1994         | œuvres de Jean Gigoux dans les collections des musées de Besançon. |       |
| Alphonse Voisin-Delacroix. Ou quand un sculpteur rencontre un céramiste. 1892-1983                                | du 24 avril 1993     | au 5 juillet 1993    | |       |
| Nos petites Amériques                                                                                             | du 28 novembre 1992  | 15 mars 1993         | collections amérindiennes des musées de Franche-Comté. |       |
| 20 000 m3 d'histoire - Les fouilles du parking de la mairie à Besançon                                            | du 23 mai 1992       | au 5 octobre 1992    | |       |
| Loin du sable | du 15 septembre 1990 | au 3 décembre 1990   | collections égyptiennes du musée des Beaux-Arts et d'Archéologie de Besançon, augmentées de quelques objets déposés par le musée d'Art et d'Histoire de Belfort, le musée du château de Montbéliard, le musée Georges-Garret de Vesoul. |       |
| Se nourrir à Besançon au Moyen Âge : à la table d'un vigneron de Battant                                          | du 10 mars 1990      | au 10 juin 1990      | |       |